# Simon Klose
Simon Tobias Viktor Klose, född 3 september 1975 i Lund, är en svensk dokumentär- och musikvideofilmare. Han ingår i Arbetsgruppen Nimativ Form, tillsammans med Svante Lodén och Ariel Gomar. 
Klose har gjort en del filmer kopplade till rapparen Timbuktu, som han delade lägenhet med i Årsta i Stockholm när han läste juridik. Bland verken finns musikvideon till Alla vill till himmelen men ingen vill dö, och dokumentärfilmen Spelberoende. Simon Klose står även bakom Standard Bearer om artisten Promoe och Sweet Memories Garden Centre om två kriminella bröder från Sydafrika som bestämmer sig för att öppna en blomsteraffär, som sändes på SVT 2006.
Mellan 2008 och 2012 arbetade Klose med dokumentärfilmen "TPB AFK: The Pirate Bay Away From Keyboard". I arbetet med dokumentären följde han The Pirate Bay-skaparna, piratrörelsen och rättegången mot The Pirate Bay.
Åren 2016 och 2017 har Klose gjort flera kortfilmer i samarbete med Internetmuseum. Den 8 november 2016 släpptes Nyckeln till internet som bland annat följer säkerhetsexperten Anne-Marie Eklund Löwinder som är en av 14 personer i världen som har fått förtroendet att medverka i processen att skapa nycklar för att skydda internet. Den 13 juni 2017 hade hans kortfilm BBS – nätet innan webben premiär, som namnet antyder skildrar filmen den svenska BBS-kulturen.
2024 var Simon Klose tillbaka med Hacking Hate som utsågs till bästa dokumentärfilm på Tribeca Film Festival i New York 2024. Juryns motivering: “The documentary jury awards a film that bravely and fearlessly investigates the misuse of the internet to encourage hate and bias by allowing media giants to profit and foster the continuation of the outrage. On trial are first amendment freedoms that have been violated for profit.”
Hacking Hate är en dystopisk internet-thriller som följer en prisbelönt journalist som under många år jobbat med att avslöja högerextrema gruppers arbete med att sprida hat på nätet.

## Filmografi
- 2005 – Spelberoende
- 2005 – Sweet Memories Garden Centre
- 2013 – TPB AFK: The Pirate Bay Away From Keyboard
- 2016 – Nyckeln till internet
- 2017 – BBS – nätet innan webben
- 2024 – Hacking Hate